# Mondo Marcio (album)
Mondo Marcio è il primo album in studio del rapper italiano omonimo, pubblicato nel 2004 dalla Vibrarecords.

## Il disco
Mondo Marcio è costituito da 16 brani, in gran parte prodotte dal rapper milanese (fanno infatti eccezione Brucia Marcio brucia, Giorni matti Pt. 2 e Tieni duro!, prodotte da Bassi Maestro). Le tematiche riguardano la dura vita tra le periferie della Città Del Fumo, soprannome dato da Marcio a Milano. Vi sono inoltre periodici accenni alla separazione dei genitori da cui traspare il rancore verso il padre ed il profondo legame con la madre. I pezzi più interessanti sono sicuramente M.A.R.C.I.O., canzone d'apertura che racconta di una caccia all'uomo ai danni del rapper con tanto di polizia che parla con megafoni, Brucia Marcio brucia cantata insieme a Bassi Maestro.
In seguito al grande successo del rapper riscosso nel 2006 con il successivo Solo un uomo, Mondo Marcio è stato ristampato il 18 settembre di quell'anno come "Gold Edition" dalla Virgin Records - EMI. Il disco contiene 12 remix dei 16 brani originali.

## Tracce

### Edizione standard
1. M.A.R.C.I.O. – 5:23
2. L'altro mondo – 4:05
3. Brucia Marcio brucia (feat. Bassi Maestro) – 4:34
4. Qualcosa è rimasto – 3:46
5. Non so volare – 3:57
6. Questi fantasmi – 4:21
7. Tieni duro! – 3:56
8. Dentro a un sogno – 4:04
9. Regina di cuori – 3:05
10. Il paradiso perduto – 5:12
11. Il primo – 4:43
12. L'arte della guerra – 3:41
13. Non sento niente – 5:06
14. Giorni matti pt. 2 (feat. Ape & Zampa) – 4:45
15. 01-08-1997 – 2:43
16. Guarda in alto – 4:08

### Gold Edition
1. M.A.R.C.I.O (DJ Luda Rmx)
2. L'Altro mondo (DJ Luda Rmx)
3. Brucia Marcio brucia feat Bassi Maestro (Don Joe Rmx)
4. Qualcosa è rimasto (Don Joe Rmx)
5. Questi fantasmi (DJ Shocca Rmx)
6. Tieni duro (Original Version)
7. Regina di cuori (Sano Rmx)
8. Il primo (Sano Rmx)
9. L'arte della guerra (DJ Shocca Rmx)
10. Non sento niente (Michel Rmx)
11. Giorni matti pt. 2 feat Metro Stars (Michel Rmx)
12. Guarda in alto (Flesha Rmx)